# Lulu City
Lulu City est une ancienne ville minière américaine dans le comté de Grand, dans le Colorado. Protégées au sein du parc national de Rocky Mountain, ses ruines sont inscrites au Registre national des lieux historiques depuis le 14 septembre 1977.